# ジェシー・ウェア
ジェシー・ウェア（Jessie Ware、1984年10月15日 - ）は、イギリス・ロンドン出身のシンガーソングライター。デビュー以来、アルバム全作がイギリスのアルバム・チャートでトップ10入りしている。

## 経歴

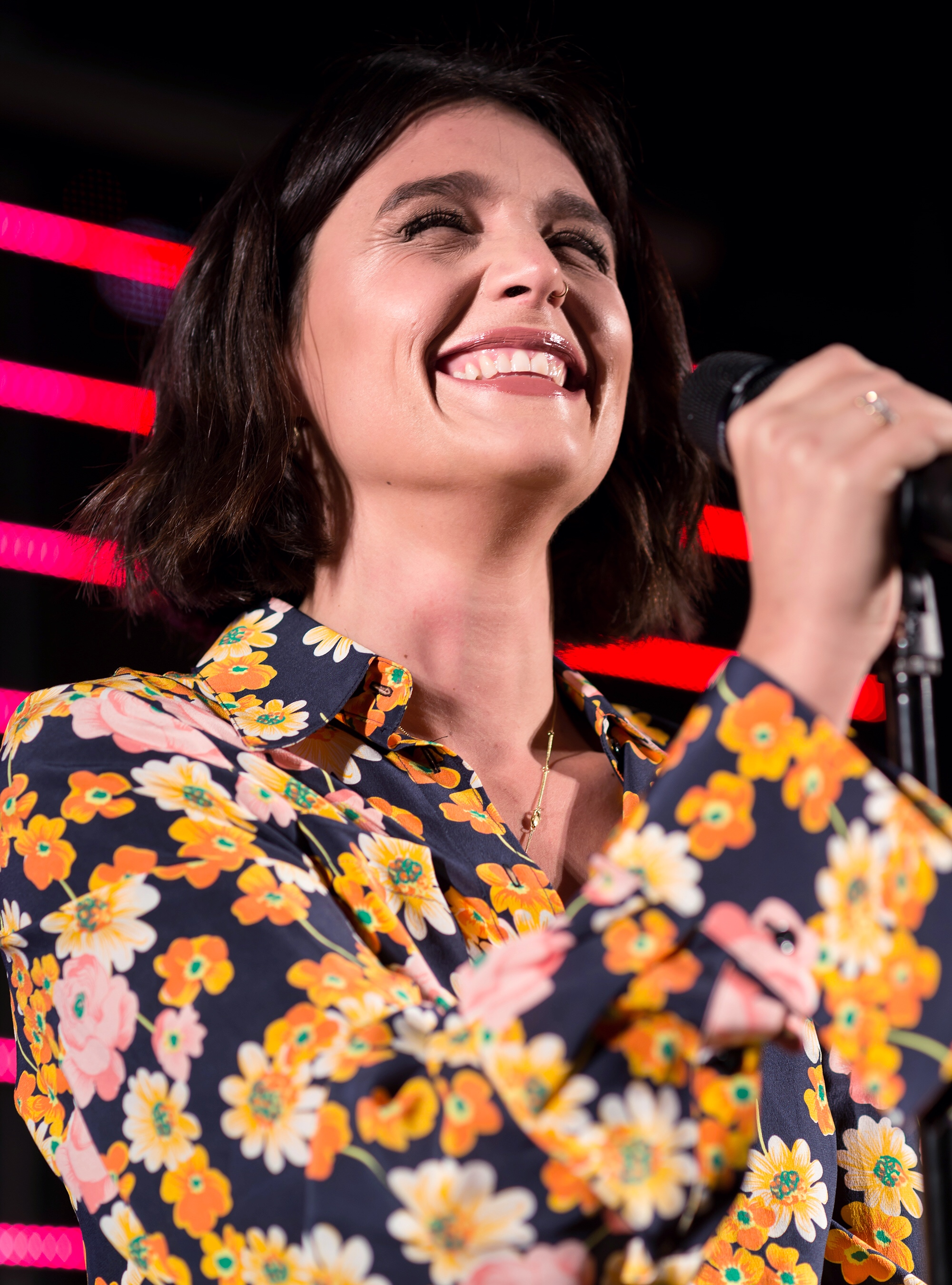
2017年

2012年8月20日、デビュー・アルバム『Devotion』をリリース。本作には批評家筋からは賞賛の声が寄せられ、メタクリティックによると、28の批評媒体から平均して100点満点中85点と高評価を得た。また、ステレオガムはこの年の年間ベスト・アルバムランキングの5位に、BBCは4位に、ガーディアン紙は3位にそれぞれ選んだ。
2014年10月13日、2作目のアルバム『Tough Love』をリリースする。
2017年10月20日、3作目のアルバム『Glasshouse』をリリースする。
2020年6月26日、4作目のアルバム『What's Your Pleasure?』をリリースし、全英3位を記録した。アルバムは批評家から高い評価を受け、ローリング・ストーン誌とピッチフォークは年間ベストアルバムの9位に選出した。
2021年、カイリー・ミノーグの「Kiss of Life」にデュエット・パートナーとして参加。
2022年、5作目のアルバム『That! Feels Good!』をリリースし、前作に引き続き全英3位を記録。

## 人物

### 家族
2014年8月、ギリシャのスコペロス島で学生時代に知り合った幼馴染のサム・バローズと結婚した。2016年9月に娘が誕生している。現在は3児の母。

## ディスコグラフィー
スタジオ・アルバム
- Devotion (2012年)
- Tough Love (2014年)
- Glasshouse (2017年)
- What's Your Pleasure? (2020年)
- That! Feels Good! (2023年)